# Mimetica castanea
Mimetica castanea är en insektsart som beskrevs av Brunner von Wattenwyl 1895. Mimetica castanea ingår i släktet Mimetica och familjen vårtbitare. Inga underarter finns listade i Catalogue of Life.